# Exulanti
Exulanti byli náboženští vyhnanci 16.–18. století. Slovo je odvozeno z latinského exulans, exulare (původně: exsulare), bylo utvořeno z předpony ex ke slovu solum (půda). Exulanti jsou doslova ti, „kteří žijí mimo svou zemi“. Slovo exil pochází z latinského exilium (vyhnanství). Exulanti se chtěli (po změně poměrů) do své vlasti vrátit. 

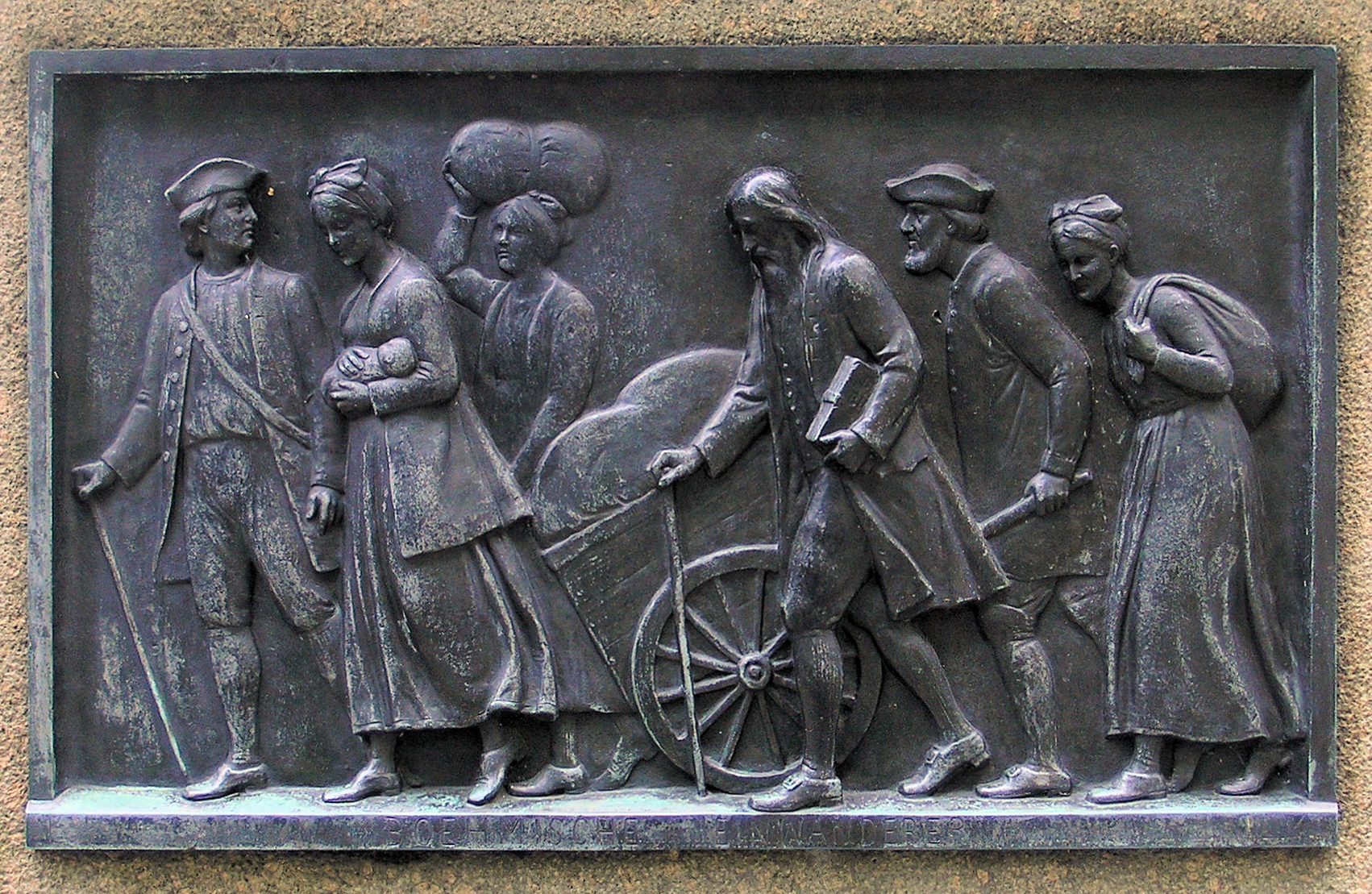
Vyobrazení českých exulantů na pomníku v Českém Rixdorfu

Z přílivu exulantů prchajících před rekatolizací se zemí koruny České těžilo zejména Sasko a  Pruské království, později pak Pruské Slezsko. Exulanti byli vděční a pracovití, zasloužili se o rozvoj hostitelských obcí a založili ve světě nespočet nových kolonií, zejména pak v Prusku a Pruském Slezsku, kde se zasloužili (mimo jiné) o rozvoj textilního průmyslu, výrobu houslí (Klingenthal), nechyběli ani při založení první železárny v Horním Slezsku (Huta Małapanew), položili základy výroby dřevěných hraček v Sasku... V Lužici a v Sasku obnovili řadu vesnic zničených třicetiletou válkou. Zájem o pobělohorské exulanty mělo i Ruské carství, kdy v roce 1702 vydal car Petr I. Veliký manifest, jenž zrušil všechna omezení náboženských svobod přistěhovalců. 
V Berthelsdorfu exulanti obnovili v roce 1727 Jednotu bratrskou, pro niž se ujal název Moravská církev, a dále se starali o to, aby nebyl zapomenout Mistr Jan Hus. Jako misionáři Moravské církve se usazovali i v zámoří a seznámili Ameriku s vážnou hudbou; moravský orchestr Collegium musicum v pensylvánském Bethlehemu byl prvním orchestrem na americké půdě. Také v Salemu, kde se nachází starý český a moravský hudební archiv, se stále pořádají hudební festivaly. Ve výše zmíněném Bethlehemu postavili Moravané v roce 1762 první americký městský veřejný vodovod s unikátní čerpací stanicí.

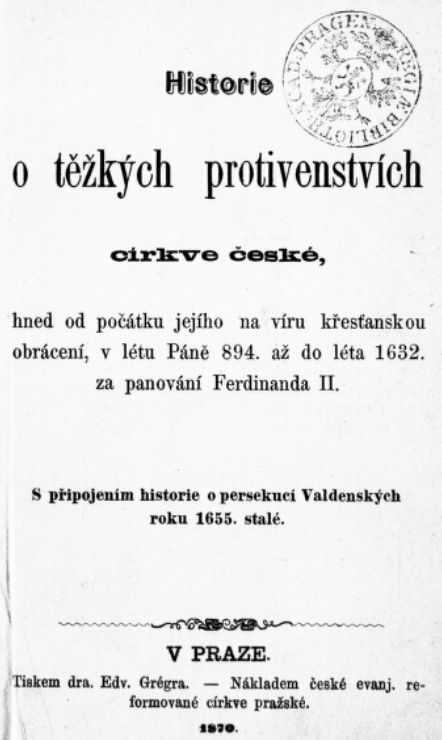
Vydání z roku 1870. Sepsal: Adam Hartman († před 1655). Dostupné online

## Evropská historie
- K vyhoštění či útěkům z náboženských důvodů docházelo v západním světě velmi často a to už od doby, kdy se křesťanství stalo ve 4. století státním náboženstvím v Římské říši. Zejména ve vrcholném a pozdním středověku byly za kacíře považovány celé skupiny obyvatel, jako byli Kataři a Valdenští v jižní Francii nebo Husité v Čechách. Proti těmto skupinám byly vedeny křížové výpravy,[4] proti Hugenotům pak války a dragonády. V papežské bulle Dictatus papae stojí, že veškeré křesťanstvo světa (včetně císaře) je podřízeno papeži. Politická rozhodnutí císařů a světských knížat vznikala z vůle vládnoucího papeže.

- Reformace v 16. století v Evropě umožnila vznik náboženských proudů, které se odklonily od katolicismu. Před reformací existovala obvykle pouze volba mezi adaptací nebo sebezničením. Augšpurský mír, jemuž předcházela Šmalkaldská válka, přinesl v roce 1555 právní základ náboženské emigrace určité skupině obyvatel. Článek Ius emigrandi tohoto dokumentu stanovil, že podle principu cuius regio, eius religio má panovník právo rozhodnout, čemu mají věřit jeho poddaní. Z tohoto nařízení byly některé skupiny vyloučeny, například pronásledování anabaptistů a mennonitů „ohněm a mečem“ stále trvalo, a bylo dokonce výslovně předepsáno.

- Vestfálským mírem uzavřeným v roce 1648 po třicetileté válce byl v Habsburské monarchii povolen kalvinismus, ačkoli jeden z jeho dokumentů Instrumentum Pacis Osnabrugensis (IPO z 24. 10. 1648) v článku VII § 1 zmiňuje právo poddaných na svobodu svědomí (salva itidem cuiusque conscientie libertate).[5] Následnou papežskou bulou (1648) Zelo Domus Dei papež Inocenc X. odsoudil sedm ustanovení vestfálských mírových dohod pro jejich rozpor s církevním právem. Habsburští panovníci se stanovisku římské kurie podřídili a Ferdinand III. svým patentem ze dne 4. ledna 1652 pokračoval v rekatolizaci v Dolních Rakousích.[6]
- V Evropě v 16. a 17. století měli úplnou náboženskou svobodu pouze obyvatelé Polska a Transylvánie.[7]

## Habsburská monarchie
Z Habsburské monarchie uprchlo či bylo vykázáno od bitvy na Bílé hoře do vydání Tolerančního patentu 20–25 procent obyvatelstva. Jen podle odhadu hraběte Viléma Slavaty z Chlumu a Košumberka († 1652) se jednalo o 400 šlechtických a 36 tisíc měšťanských rodin z Čech (asi 150 tisíc osob), pozdější odhady uvádějící počet 50 tisíc rodin zahrnují pravděpodobně i Moravu.
 

Soudobá historiografie odhaduje, že počet obyvatel zemí Koruny české se kvůli válce, morovým epidemiím a exilovým vlnam snížil celkově o 900 až 1450 tisíc.

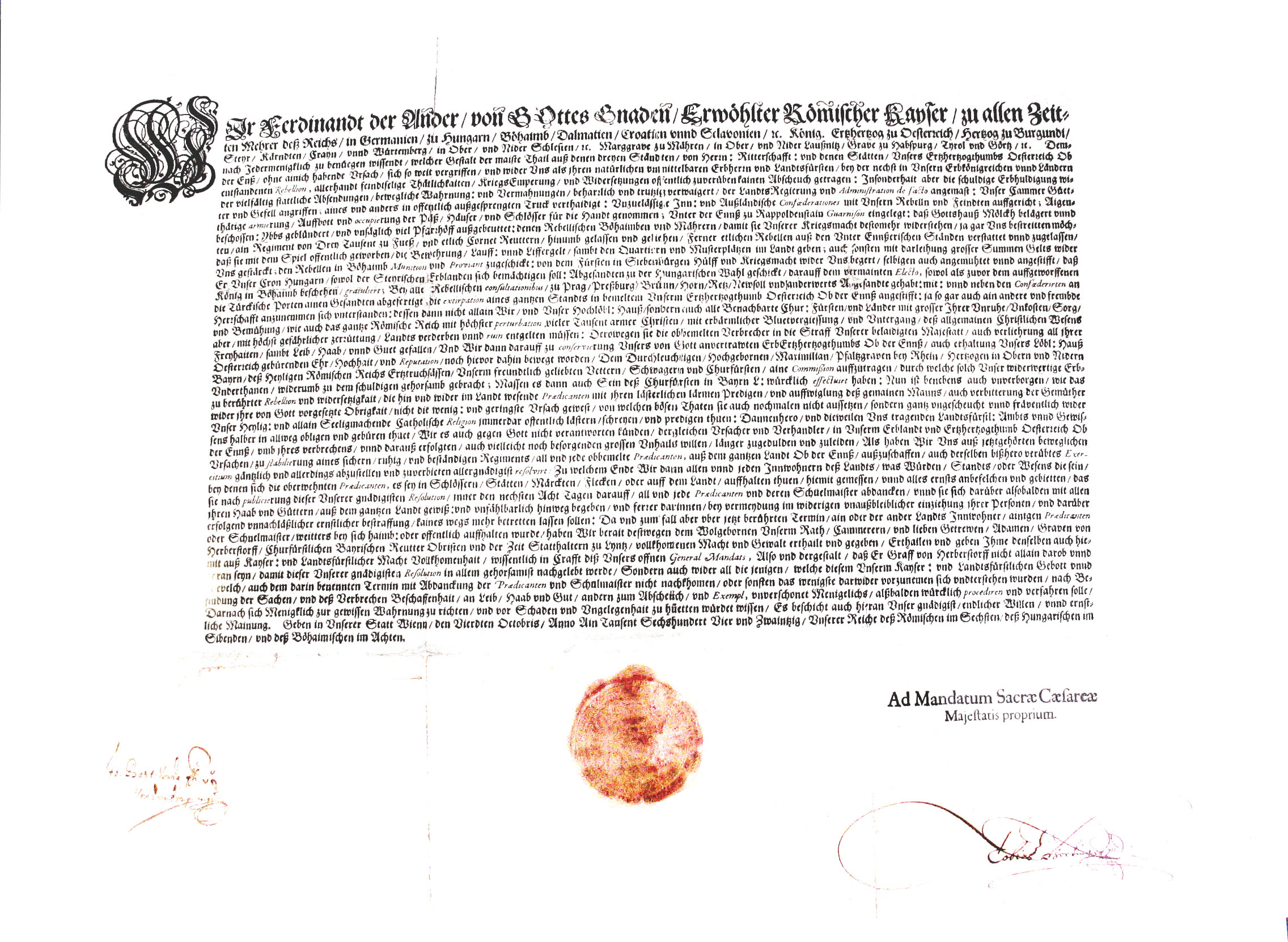
Mandát Ferdinanda II. z roku 1624

## Čechy a Morava v 16. století
V roce 1548 vydal Ferdinand I. Habsburský mandát proti Jednotě bratrské za to, že ve výše uvedené šmalkaldské válce stála na straně odboje. Tento mandát vyvolal první vlnu odchodů členů Jednoty bratrské ze země.
(Jednota bratrská čelila pronásledování od roku 1461, kdy proti „bludařům“ vydal rozkaz král Jiří z Poděbrad. V roce 1461 byl v Praze mučen i bratr Řehoř; v roce 1463 nechal Zdeněk Kostka z Postupic umučit čtyři bratry na svém panství v chrudimském kraji; v roce 1508 byl proti Jednotě vydán Svatojakubský mandát.)

## Čechy a Morava v 17. století
- Po bitvě na Bílé hoře opustil Fridrich Falcký se svým dvorem české království. Útočištěm jeho exilového dvora se stal nizozemský Haag.[14] V blízkosti sesazeného českého krále se pohybovali předáci českých stavů a šlechtici, kterým hrozil v Čechách trest smrti. Nejen pro ně, ale i pro Jednotu bratrskou hrála významnou roli Univerzita ve Franekeru.[15][16]
- Po staroměstské popravě vyšel dne 13. prosince 1621 první protireformační dekret, kterým byli vykázáni učitelé a čeští evangeličtí faráři z královských měst. Pražská univerzita byla předána jezuitům a přijímání podobojí bylo zakázáno.
- Kurfiřt Jan Jiří I. Saský vydal dne 13. prosince 1622 nařízení, podle něhož měli být v Sasku přijímáni z Čech vykázaní duchovní, aniž by museli žádat o povolení k pobytu. V tomto roce byli propuštěni i němečtí luterští kazatelé. V lednu následujícího roku vydal kurfiřt další nařízení, které bylo dne 6. února přečteno ze všech kazatelen v Lužici, o tom, že soucitné přijímání vyhnanců je jeho vůlí.
- Mandátem habsburského císaře Ferdinanda II. Štýrského ze dne 18. dubna 1624 byli vypovězeni všichni nekatoličtí faráři a učitelé z Čech; z Moravy byli tito vykázáni dne 12. října 1624. V tomto roce císař s arcibiskupem zřídili duchovní a světské rekatolizační komise. Komisaři si mohli vyžádat na pomoc i vojenskou asistenci.

- V lednu 1625 musela být protireformační opatření zastavena v horních městech Blatné, Jáchymově, Božím Daru a Oloví, ne ale v Kutné Hoře. Na různých místech v zemi byla potlačena řada lidových povstání. Úbytek obyvatelstva měl všeobecně za následek zvyšování roboty a selská povstání, jež probíhala až do zrušení nevolnictví v 18. století.[17] Protože vůdcové povstání byli pro výstrahu popravováni (např. Jan Kozina), mnozí povstalci uprchli za hranice a připojili se k exulantům.
- Dne 31. července 1627 habsburský císař dalším svým mandátem nařídil, že nekatoličtí stavové musí opustit zemi nebo konvertovat ke katolictví. Jen v tomto roce se z Čech vystěhovalo 185 šlechtických rodin. Saský kurfiřt reagoval v prosinci vydáním dalšího nařízení o přijímání exulantů do Saska i Lužice (kterou definitivně získal v roce 1635). Lidová povstání byla průběžně potlačována v Čechách i na Moravě, v 17. i 18. století.[17]
- Další rekatolizační patenty byly vydány např. 4. února 1639 a 1. února 1650. Saský kurfiřt reagoval dne 28. března 1650 nařízením, podle kterého se čeští exulanti neměli usazovat blízko českých hranic. Pohraničí Čech bylo vyprázdněné a poddaní prchali i z vnitrozemí. V lednu 1652 odmítl kurfiřt žádost císaře o navrácení uprchlíků a 23. června 1653 sdělil císaři, že Kristus ani apoštolové nikoho k víře nenutili. Exulanti v této době obnovovali válkou zničené obce a zakládali nové kolonie v Lužici a Sasku. Exulanti se rovněž stěhovali do Uherska – do míst, kde byla jejich víra tolerována.

## Čechy a Morava v 18. století
V roce 1707 byl za vlády Josefa I. vydán trestní zákoník Constitutio criminalis Josephina, který pro organizátory tajných schůzek a šiřitele „kacířských“ knih stanovil trest smrti. Pozdější a v praxi uplatňované mandáty Karla VI. byly zásadními dokumenty proti kacířům (tj. nekatolíkům). První patent z 28. prosince 1725 popisoval, jak si počínat při výslechu lidí obviněných ze zločinu kacířství a jak kacíře trestat. Zločinem bylo přijímání podobojí. Poprvé trestaný dostal rok nucených prací, kdy býval přikován ke káře. Nebyl-li kacíř schopen práce na galejích, byl tělesně potrestán a jeho majetek byl zkonfiskován. Část zabaveného majetku příslušela udavači a udavačství (tímto zavedené) bylo hrazeno z veřejných prostředků Habsburské monarchie. Kacířům hrozila poprava, kazatelé a šiřitelé bludných knih měli být potrestáni stětím mečem. Zločinem proti státu (crimen contra statum) bylo i vlastnictví či četba Bible kralické, která byla na indexu zakázaných knih. Jezuita Antonín Koniáš označil za závadnou téměř všechnu náboženskou literaturu vydanou v Čechách v letech 1414–1620. Mandátem ze dne 12. 8. 1733 se stala nápravným prostředkem v zemích německo-rakouských i vojna. Kacíři byli mučeni, umírali ve vězení a byly jim odebírány děti. Evangelíci z Čech i Moravy prchali ze země tajně, samostatně i ve skupinách podle toho, na kterou oblast se zaměřilo rekatolizační úsilí jezuitů. Opakovanými habsburskými dekrety se připomínala či zostřovala nastolená opatření v době „po žních“ až do vydání tolerančního patentu v roce 1781.

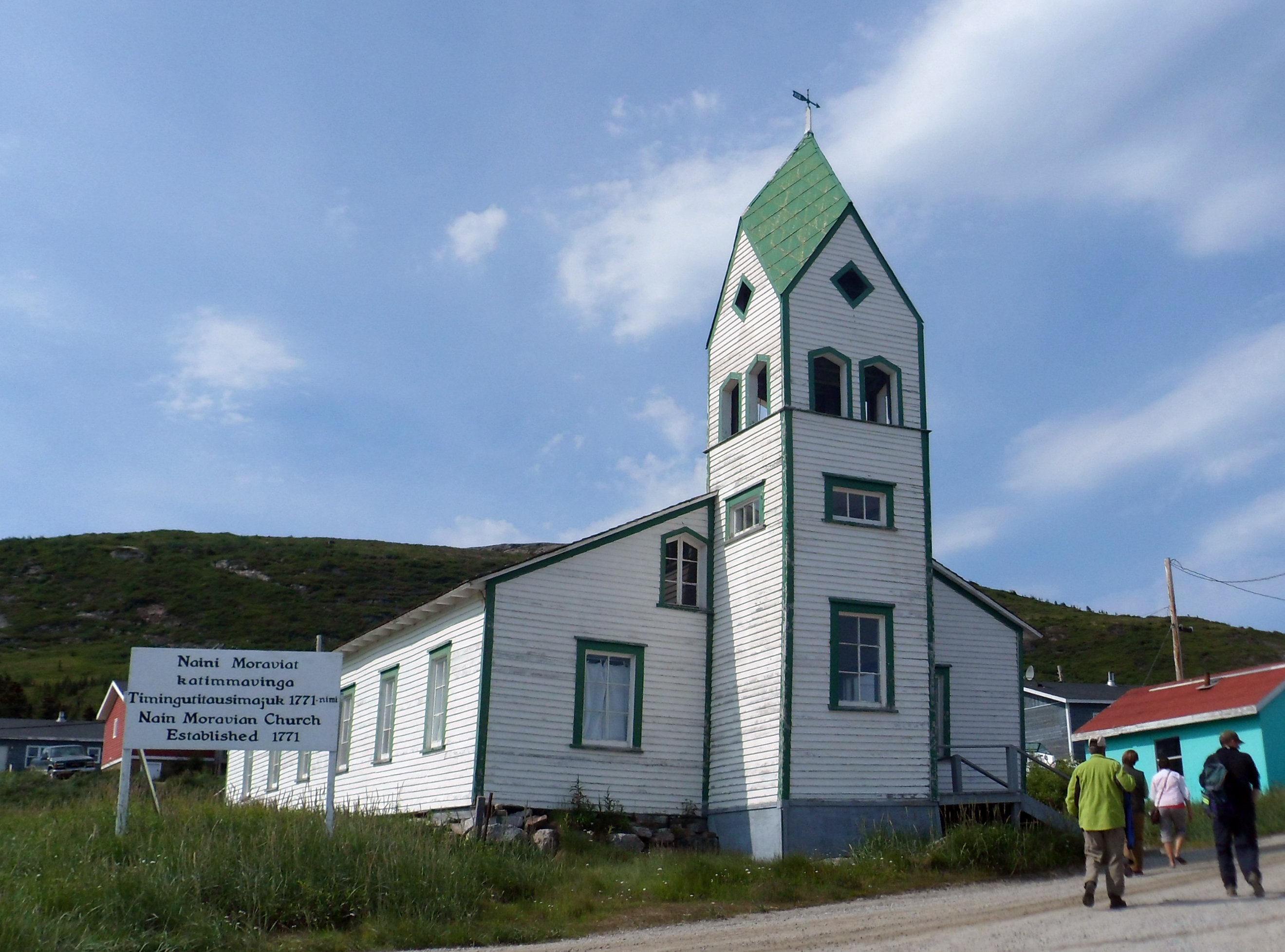
Moravský kostel v Nain, Newfoundland a Labrador

## Neúplný seznam obcí založených exulanty z Čech a Moravy (abecedně)
Akunnat, Bethania, Bethlehem (Pensylvánie), Bohemka s betlémskou kaplí, Bzinica Nowa, Cvikov (Německo), Czermin, Czerniawa-Zdrój, Čechovka, Česká Alexandrovka (Malá Oleksandrivka), Český Rixdorf, Deutscheinsiedel, Deutschneudorf, Faustynów s evangelickým hřbitovem, Friebus, severoanglický Fulneck, Genadendal, Georgenfeld, Gęsiniec, Giebułtów (Dolnoslezské vojvodství), Gnadenberg, Gnadenfeld, Gościęcice, Gottgetreu, Grodziec (Ozimek), Heidelberg (Seiffen), Herrnhut, Hopedale (Newfoundland a Labrador), Hutha, Christiansfeld, Jagniątków, Johanngeorgenstadt, Kleinneuschönberg, Kuców, Lititz, Lubienia, Masów, Michalovka, Mirotín, Mnichus, Neugersdorf, Neusalza-Spremberg, Neuwernsdorf, Niederneuschönberg, Niederschlag (Bärenstein), Nain (Newfoundland a Labrador), Niesky, Noorliit, Nowawes, Oberneuschönberg, Okak, Piława Górna, Piotrówka, Pobiedna, Rauschenbach, Rothenthal, Salem, Sarepta na Volze, Savannah, Stahlberg (Bärenstein), Stěpanovka, Tabor Wielki, Ulicko, Veselynivka, Wespen, Wilhelmshort, Wola Augustowska, Wolimierz, Zelów, Złoty Potok a další.

Jen v letech 1722–1807 vybudovala Obnovená Jednota bratrská na evropské pevnině sedmnáct sborových osad, další čtyři ve Velké Británii a sedm v britských koloniích v Severní Americe. 

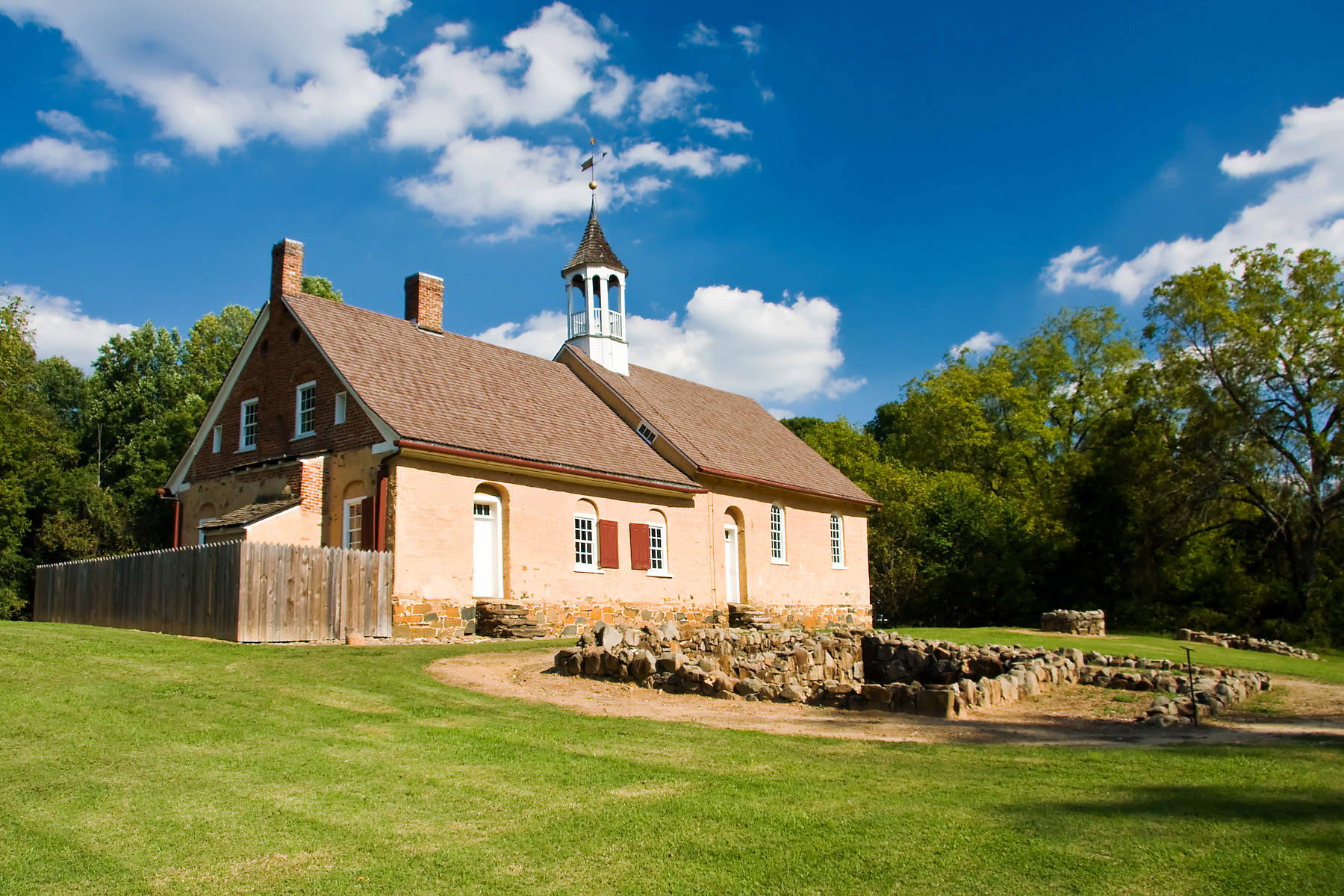
Bethabara. Kostelík Moravanů je kulturní památkou (Winston-Salem).

## Obce, které exulantům  z Čech a Moravy poskytly azyl (výběr, abecedně)
Azylem pro exulanty se staly: Annaberg-Buchholz, Bärenstein (Sasko), Berlín, Břeh, Dąbrówno, Drážďany, Freiberg, Großhennersdorf, Lešno, Marienberg, Markneukirchen, Olbernhau, Pirna, Satzung, Střelín, Šamotuly, Zawidów, Ziębice, Žitava a řada míst nejen v saském zemském okrese Krušné hory. Mnoho exulantů skončilo v Uhersku, kde jim poskytl azyl např. Púchov, Skalica, Reca; uherské téma je historiky opomíjeno. 

## Archiválie týkající se exulantů z Čech a Moravy
Ve Skalici byla bohatá českobratrská knihovna včleněna do knihovny františkánského kláštera. Mnoho dokumentů se nachází v archivech Moravské církve v různých částech světa. 
Velké množství českých archiváilí bylo po skončení druhé světové války v „novém Polsku“ zničeno  rabujícími Poláky či vojskem. Archiválie nacházející se na Ukrajině (Bohemka, Veselynivka) musely být v roce 1962 předány ke zničení. Ne všechny zahraniční archivy byly probádány. Ojediněle si někteří čeští historikové všímají fenoménu kolektivní paměti českého národa.

## Návrat domů
Po pádu Rakouska-Uherska ožila myšlenka na „odčinění následků Bílé hory“, proto byl v letech 1923–1925 symbolicky přijat zlomek zájemců z řad česky mluvících potomků exulantů, kteří se přihlásili k repatriaci. O návrat potomků exulantů se zasazovala Kostnická jednota, která za ně jednala a pokusila se repatriaci organizovat. Reemigrantům ze Zelova, ačkoli si Zábřehu zakoupili domy a pozemky, bylo v roce 1923 upřeno v Záhřebu domovské právo a domovskou příslušností je zastřešila až obec Hrabová. Další neúplná vlna repatriace proběhla až po druhé světové válce do vysídleného pohraničí. Někteří lidé reemigrovali sami – na vlastní pěst, jiní později umírali na státní hranici při pokusu o útěk. Bloudícím a okradeným Čechům, vyhnaných po válce Poláky ze svých domů a usedlostí, nabídlo ihned azyl Německo a mnozí čeští vyhnanci, včetně potomků pobělohorských exulantů, německou pomoc přijali. Československo se při poválečné obnově poškozeného hospodářství spoléhalo na gastarbeitry, ti byli najímáni masově.